# Kreisgericht Marburg
Das Kreisgericht Marburg war ein preußisches Kreisgericht in der damaligen preußischen Provinz Hessen-Nassau mit Sitz in Marburg.
Mit der Annexion des Kurfürstentums Hessen wurden 1867 in der nunmehr preußischen Provinz die fünf Kreisgerichte Kassel, Fulda, Hanau, Marburg, Rinteln und Rotenburg mit dem übergeordneten Appellationsgericht Kassel eingerichtet.
Die folgenden Amtsgerichte wurden dem Kreisgericht Marburg untergeordnet:
| Amtsgericht                    | Sitz               | Aufgelöst                            |
| ------------------------------ | ------------------ | ------------------------------------ |
| Amtsgericht Frankenberg (Eder) | Frankenberg (Eder) | besteht                              |
| Amtsgericht Fronhausen         | Fronhausen         | 1948                                 |
| Amtsgericht Kirchhain          | Kirchhain          | besteht                              |
| Amtsgericht Marburg            | Marburg            | besteht                              |
| Amtsgericht Neukirchen         | Neukirchen (Knüll) | 1968                                 |
| Amtsgericht Neustadt (Hessen)  | Neustadt (Hessen)  | 1943                                 |
| Amtsgericht Oberaula           | Oberaula           | 1945                                 |
| Amtsgericht Rauschenberg       | Rauschenberg       | 1943                                 |
| Amtsgericht Rosenthal          | Rosenthal          | 1932                                 |
| Amtsgericht Treysa             | Treysa             | besteht als Amtsgericht Schwalmstadt |
| Amtsgericht Wetter (Hessen)    | Wetter (Hessen)    | 1945                                 |
| Amtsgericht Ziegenhain         | Ziegenhain         | 1943                                 |

Zum 1. November 1868 wurde das Amtsgericht Amöneburg mit Sitz in Amöneburg neu errichtet und dem Kreisgericht Marburg zugeordnet. Zum 1. Oktober 1869 wurde das Amtsgericht Dillenburg aus dem Bezirk des Appellationsgericht Wiesbaden herausgelöst und dem Kreisgericht Marburg zugeordnet.
Mit dem Inkrafttreten des deutschen Gerichtsverfassungsgesetzes am 1. Oktober 1879 traten an die Stelle dieser Kreisgerichte die drei Landgerichte Kassel, Marburg und Hanau mit je einer Staatsanwaltschaft. Nachfolger des Kreisgerichtes Marburg war daher das Landgericht Marburg.